# Ion Carp
Ion Carp a fost un general român.

## Studii
A urmat Școala Militară de Ofițeri din București (1859-1861, al 5-lea în promoție), fiind repartizat la Batalionul 2 Geniu. A urmat apoi Școala Politehnică din Paris și Școala de Aplicație de Artilerie și Geniu din Metz, la absolvire fiind însumat în artilerie.

## Grade militare
- sublocotenent - 1861
- locotenent - 1863
- căpitan - 1866
- maior - 1873
- locotenent-colonel - 1877
- colonel - 1881
- general de brigadă - 1891

## Funcții militare
- comandant companie de pontonieri la Giurgiu, când participă la înăbușirea răzvrătirii bivolarilor, fiind rănit grav, decorat cu Virtutea militară - 1873; *comandant de divizion în Regimentul 2 Artilerie (1873-1877)
- ajutor al comandantului Regimentului 1 Artilerie (1877-1878)
- comandantul Școlii de Ofițeri din București (1878-1879)
- directorul Arsenalului (1879-1881; 1885-1889)
- comandant al Regimentului 1 Artilerie (1881-1883)
- șeful Secției 2 din corpul Statului Major General (1883-1884)
- atașat militar la Paris (1884-1885)
- șef de stat major al Corpului 2 Armată (1889-1890)
- șef al artileriei Corpului 2 Armată (1890-1891)

După avansarea la gradul de general a fost inspectorul general al artileriei (1891-1892).
A participat la Războiul de Independență, având gradul de locotenent–colonel și funcția de ajutor al comandantului Regimentului 1 Artilerie Craiova.
A decedat la 22 martie 1892, în vârstă de 49 de ani.
„Inteligență deschisă, spirit ager și viu, om cu temperament, iubitor al meseriei sale și cu deosebire devotat ei, generalul Carp a pus, într-o carieră de 31 ani, toate puterile, toate facultățile și toate cunoștințele sale în serviciul armatei. În diferitele ramuri în care a slujit a lăsat amintiri de onoare, de activitate, de amor al datoriei; unde părăsea, lăsa regrete; unde intra, era primit cu favoare de șefi, de egali, de subalterni, căci toți îi cunoșteau valoarea, exactitatea la serviciu, spiritul de dreptate și amenitatea.”—din necrologul publicat de Revista Armatei
În ședința Academiei Române din 17/29 noiembrie 1895 s-a dat citire testamentului Mariei Carp, soția generalului, care lăsă Academiei Române moșia din Olteni, județul Teleorman. O parte din veniturile acesteia trebuia să alcătuiască un premiu de 7.000 lei care să fie, dat o dată la 3 ani, celei mai bune scrieri în limba română, făcută de un român, alternativ pentru o scriere militară și pentru una civilă, începându-se cu cea militară. Subiectul pentru aceasta urma a se fixa de o comisie de șapte generali și ofițeri superiori, numită de Ministerul de Război, iar subiectul scrierii civile urma a fi stabilit de Academie. Premiul va purta numele „Marele Premiu General Ion Carp și Maria Carp”.